# Euchlaena marjoraria
Euchlaena marjoraria là một loài bướm đêm trong họ Geometridae.